# Ashleigh Fay Pittaway
Ashleigh Fay Pittaway (München, 23 mei 2000) is een Brits voormalig skeletonster.

## Carrière
Pittaway maakte haar wereldbekerdebuut in het seizoen 2015/16 en eindigde 29e,  het seizoen 2016/17 was ze niet actief in de wereldbeker. In het seizoen 2017/18 werd ze 28e. Het seizoen erop nam ze opnieuw deel ze werd 20e, het seizoen 2019/20 ging iets minder goed en ze werd 29e in de eindstand.
Ze nam in 2019 deel aan het wereldkampioenschap waar ze 16e werd. Op de Olympische Jeugdspelen won ze goud in 2016.
In september 2021 kondigde ze aan te stoppen met skeleton.

## Resultaten

### Wereldkampioenschappen
| Jaar | Plaats    | Resultaat                       |
| ---- | --------- | ------------------------------- |
| 2019 | Whistler  | 16e Individueel                 |
| 2021 | Altenberg | 14e Individueel 7e Gemengd team |

### Wereldbeker
Eindklasseringen
| Seizoen   | Rang |
| --------- | ---- |
| 2015/2016 | 29e  |
| 2016/2017 | /    |
| 2017/2018 | 28e  |
| 2018/2019 | 20e  |
| 2019/2020 | 29e  |
| 2020/2021 | 16e  |